# Sárbogárd
Sárbogárd (niem. Bochart, serb. Šarbogard / Шарбогард) – miasto na Węgrzech, na środkowym Zadunaju w Komitacie Fejér, siedziba władz powiatu Sárbogárd. Jest czwartym co do wielkości miastem komitatu i największym miastem pod względem powierzchni na całym Zadunaju. 
Pierwsza wzmianka o obecnym centrum miasta, o Bogárdzie pochodzi z 1323 roku, kiedy posiadaczem ziemskim był tu István Bogárdi, szlachcic pochodzenia pieczyngowskiego. Jeszcze w XIV w. pojawiło się inne, również pieczyngowskie osiedle, Tinód, które także jest obecnie częścią miasta. 1 lipca 1969 miejscowość połączona została z Sárszentmiklós, a 1970 r. otrzymała rangę gminy (nagyközség), natomiast 1 stycznia 1986 została miastem. Sárbogárd jest ważnym węzłem komunikacyjnym.
Przechodzi tędy linia z Budapesztu do Peczu, rozpoczyna się linia Rétszilas – Bátaszék, a kończy linia Sárbogárd – Székesfehérvár. Obok dobrych połączeń kolejowych, ma dobry dostęp do sieci drogowej, przez miasto przebiega droga krajowa nr 63 łącząca Székesfehérvár z Szekszárdem. Wśród wielu znanych osób urodzonych tutaj, można wymienić malarza Gézę Mészölya oraz, według legendy, poetę Sebestyéna Tinódiego Lantosa. 

## Miasta partnerskie
- Bene, Ukraina[2]
- Zetea, Rumunia[2]

## Galeria

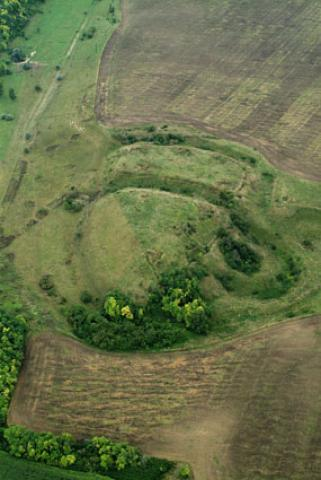
Grodzisko z epoki brązu „Bolondvár”
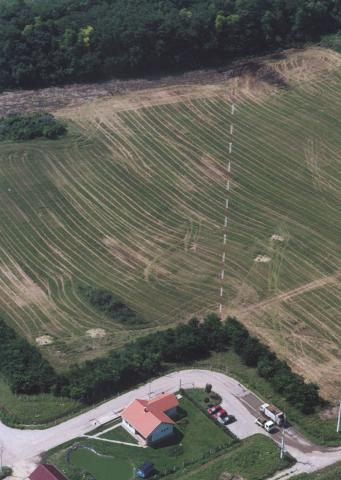
Nadajnik radiowy w Kislók
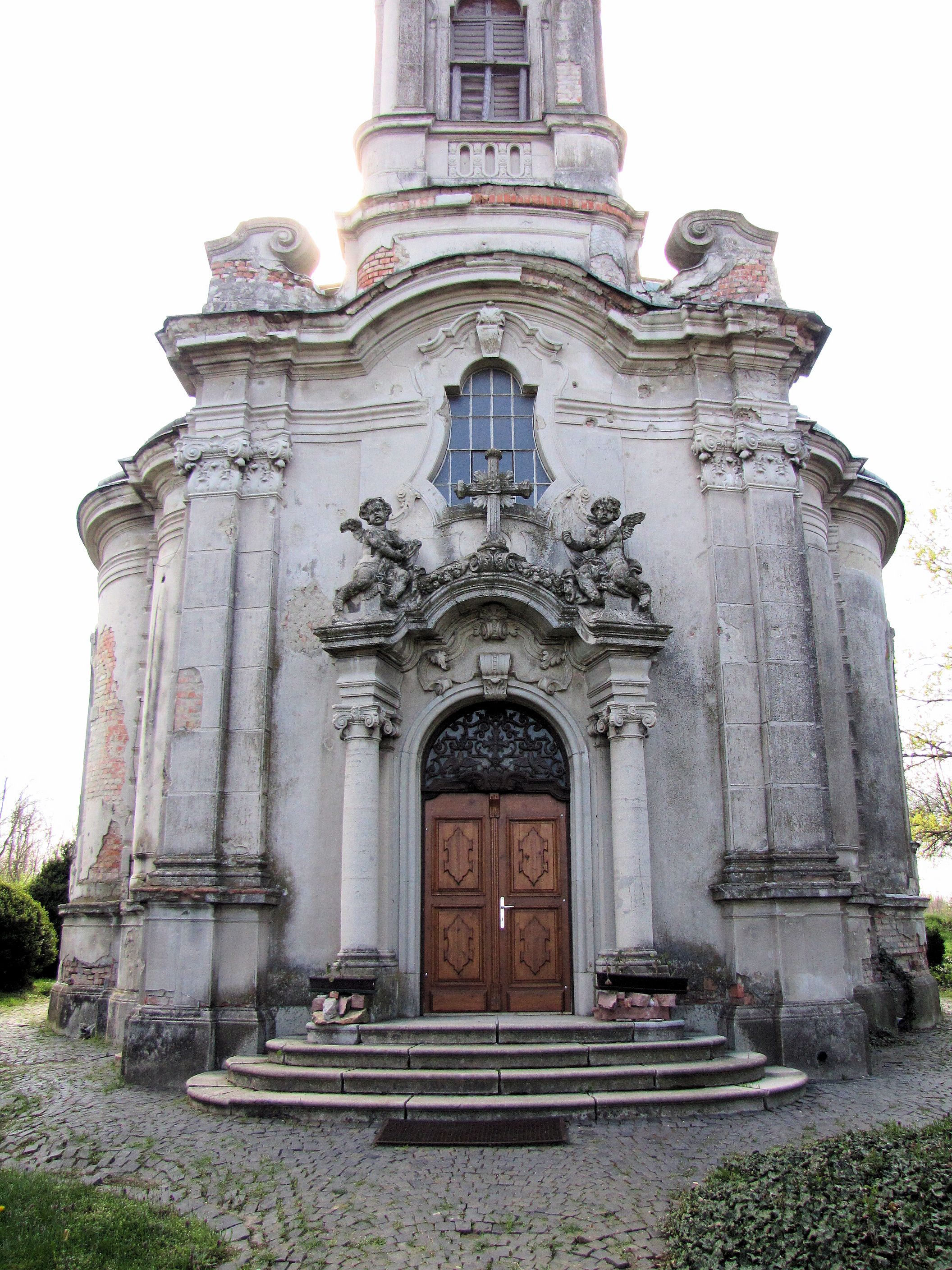
Kaplica Matki Bożej w Sárhatvan
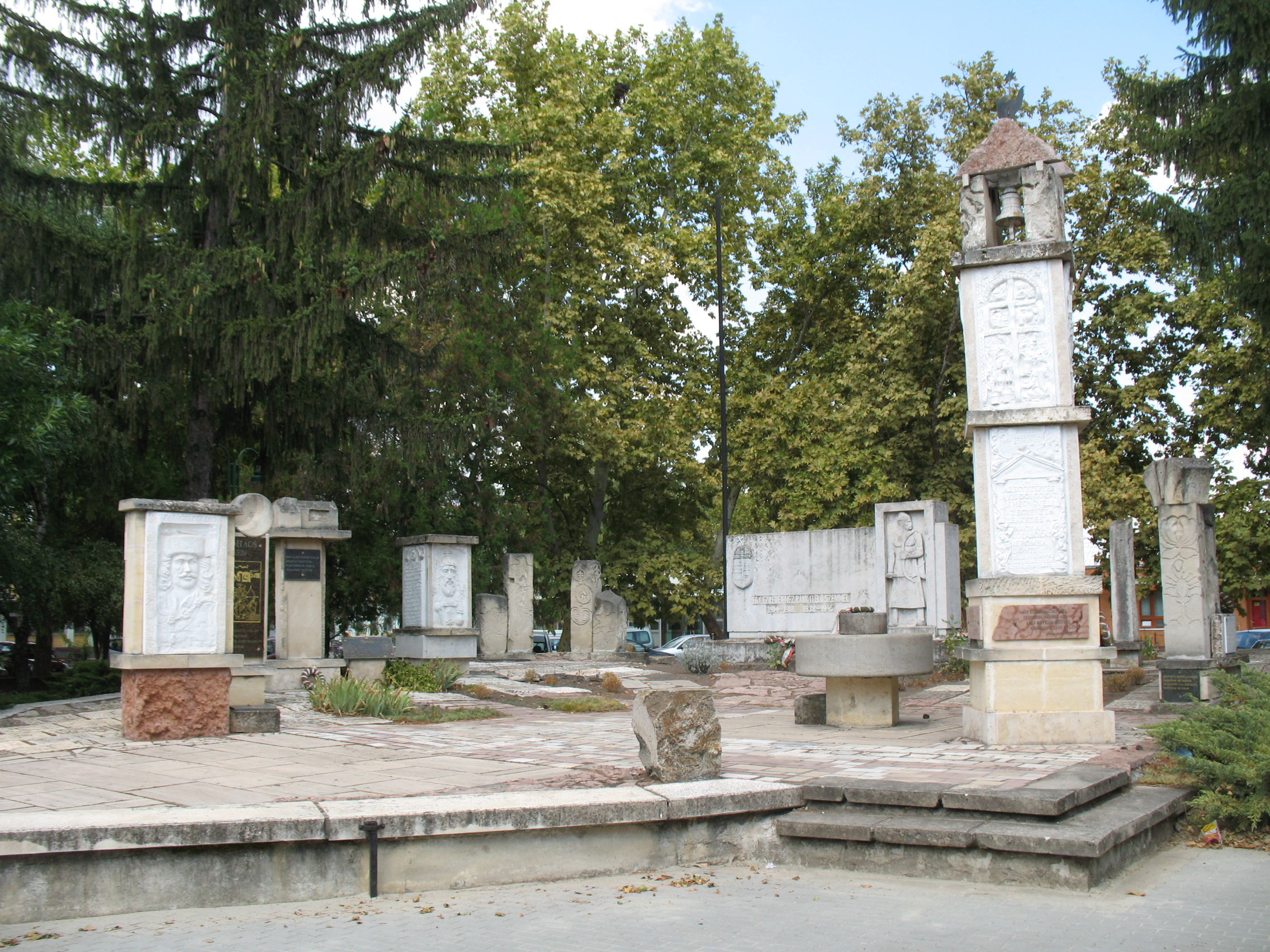
Pomnik ofiar wojen światowych
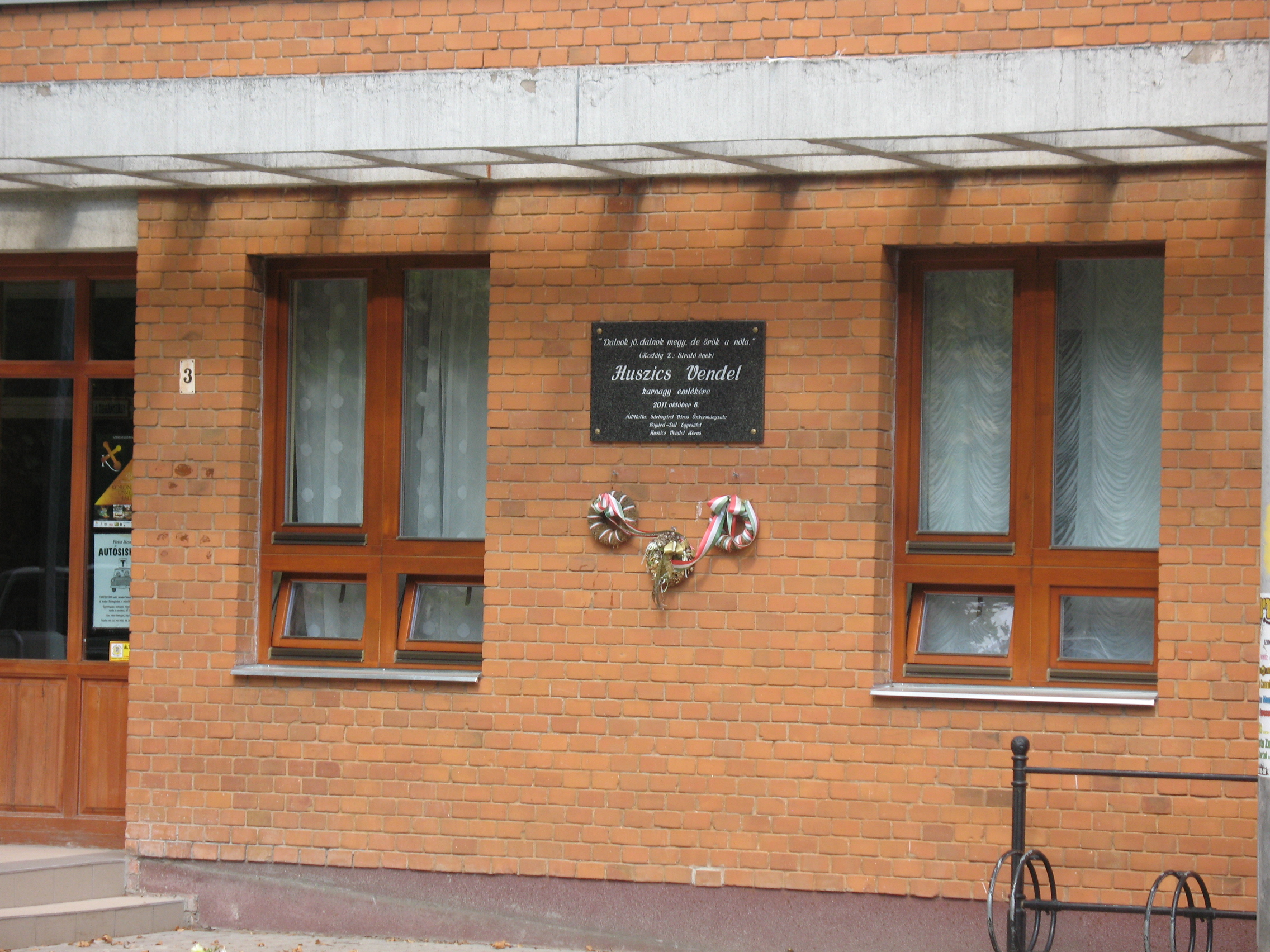
Tablica pamiątkowa dyrygenta Vendela Huszicsa
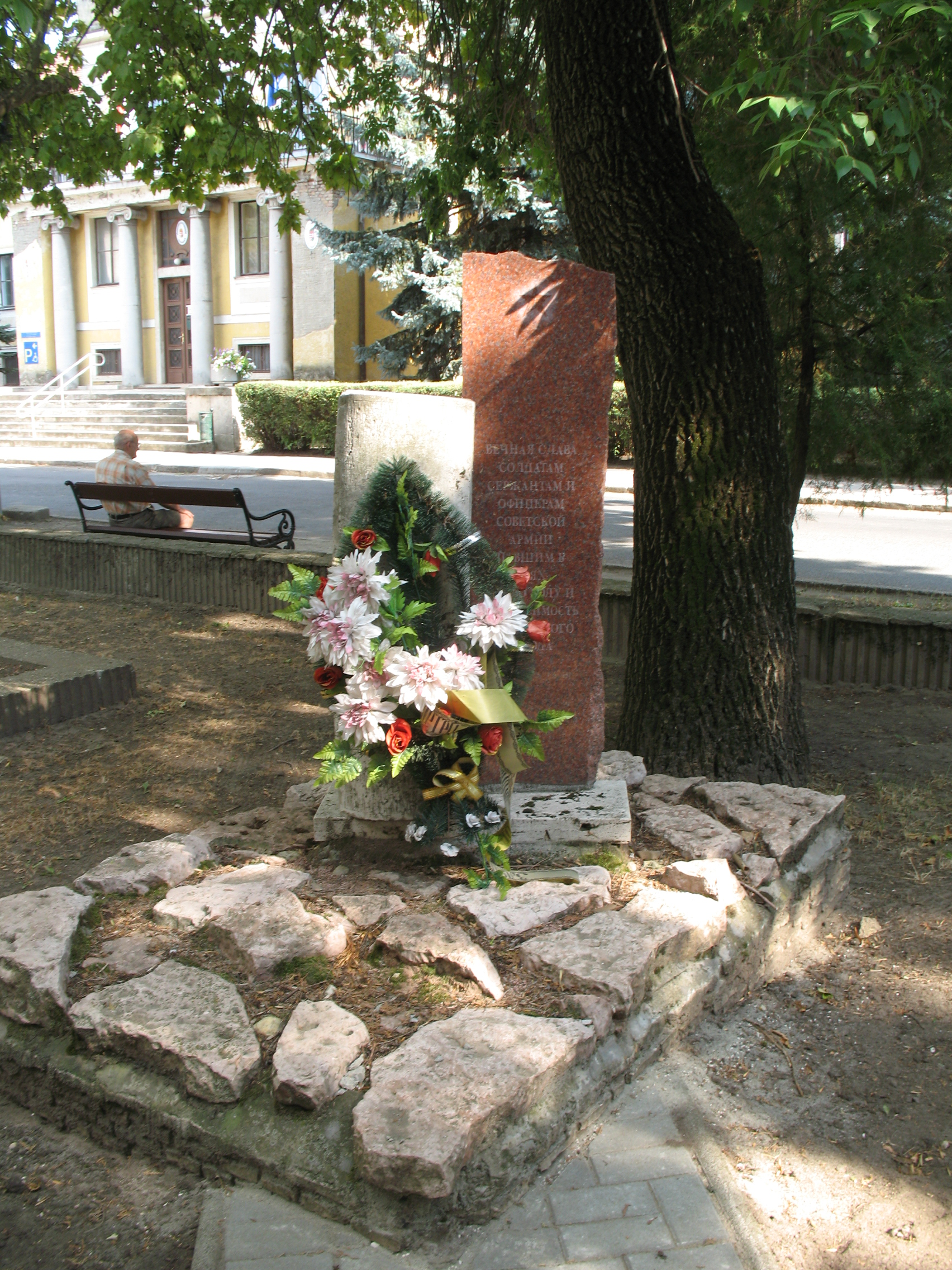
Pomnik żołnierzy radzieckich